# Bóng rổ tại Đại hội Thể thao Đông Nam Á 2023 – Nữ
Nội dung thi đấu bóng rổ 5x5 nữ tại Đại hội Thể thao Đông Nam Á 2023 được tổ chức tại Khu liên hợp thể thao quốc gia Morodok Techo, Phnôm Pênh, Campuchia từ ngày 9 đến 15 tháng 5 năm 2023. 7 quốc gia tham gia thi đấu sẽ thi đấu theo thể thức vòng tròn tính điểm, 3 đội có điểm số cao nhất sẽ nhận được huy chương vàng, bạc và đồng.

## Các quốc gia tham dự
- Campuchia
- Indonesia
- Malaysia
- Philippines
- Singapore
- Thái Lan
- Việt Nam

## Kết quả

### Vòng tròn tính điển
Thời gian thi đấu là Giờ ở Campuchia (UTC+7)
| VT | Đội           | ST | T | B | ĐT  | ĐB  | HS   | Đ  | Final Result |
| -- | ------------- | -- | - | - | --- | --- | ---- | -- | ------------ |
| 1  | Indonesia     | 6  | 6 | 0 | 497 | 349 | +148 | 12 | Gold medal   |
| 2  | Philippines   | 6  | 5 | 1 | 551 | 397 | +154 | 11 | Silver medal |
| 3  | Malaysia      | 6  | 4 | 2 | 442 | 422 | +20  | 10 | Bronze medal |
| 4  | Việt Nam      | 6  | 3 | 3 | 430 | 463 | −33  | 9  |              |
| 5  | Thái Lan      | 6  | 2 | 4 | 445 | 398 | +47  | 8  |              |
| 6  | Campuchia (H) | 6  | 1 | 5 | 450 | 578 | −128 | 7  |              |
| 7  | Singapore     | 6  | 0 | 6 | 285 | 493 | −208 | 6  |              |

| 9 tháng 5 2023 09:00 | iGames - Cambodia 2023 | Indonesia | 67–62 | Việt Nam |  | Trung tâm thể thao trong nhà Morodok Techo, Phnôm Pênh |

| 9 tháng 5 2023 11:00 | iGames - Cambodia 2023 | Singapore | 26–78 | Thái Lan |  | Trung tâm thể thao trong nhà Morodok Techo, Phnôm Pênh |

| 9 tháng 5 2023 15:00 | iGames - Cambodia 2023 | Campuchia | 101–107 | Malaysia |  | Trung tâm thể thao trong nhà Morodok Techo, Phnôm Pênh |

| 10 tháng 5 2023 09:00 | iGames - Cambodia 2023 | Malaysia | 75–39 | Singapore |  | Trung tâm thể thao trong nhà Morodok Techo, Phnôm Pênh |

| 10 tháng 5 2023 11:00 | iGames - Cambodia 2023 | Thái Lan | 69–70 | Indonesia |  | Trung tâm thể thao trong nhà Morodok Techo, Phnôm Pênh |

| 10 tháng 5 2023 15:00 | iGames - Cambodia 2023 | Philippines | 114–54 | Campuchia |  | Trung tâm thể thao trong nhà Morodok Techo, Phnôm Pênh |

| 11 tháng 5 2023 09:00 | iGames - Cambodia 2023 | Việt Nam | 75–72 | Thái Lan |  | Trung tâm thể thao trong nhà Morodok Techo, Phnôm Pênh |

| 11 tháng 5 2023 11:00 | iGames - Cambodia 2023 | Indonesia | 85–57 | Malaysia |  | Trung tâm thể thao trong nhà Morodok Techo, Phnôm Pênh |

| 11 tháng 5 2023 15:00 | iGames - Cambodia 2023 | Singapore | 63–94 | Philippines |  | Trung tâm thể thao trong nhà Morodok Techo, Phnôm Pênh |

| 12 tháng 5 2023 09:00 | iGames - Cambodia 2023 | Malaysia | 76–72 | Việt Nam |  | Trung tâm thể thao trong nhà Morodok Techo, Phnôm Pênh |

| 12 tháng 5 2023 13:00 | iGames - Cambodia 2023 | Philippines | 68–89 | Indonesia |  | Trung tâm thể thao trong nhà Morodok Techo, Phnôm Pênh |

| 12 tháng 5 2023 15:00 | iGames - Cambodia 2023 | Campuchia | 83–63 | Singapore |  | Trung tâm thể thao trong nhà Morodok Techo, Phnôm Pênh |

| 13 tháng 5 2023 09:00 | iGames - Cambodia 2023 | Thái Lan | 48–64 | Malaysia |  | Trung tâm thể thao trong nhà Morodok Techo, Phnôm Pênh |

| 13 tháng 5 2023 11:00 | iGames - Cambodia 2023 | Việt Nam | 58–116 | Philippines |  | Trung tâm thể thao trong nhà Morodok Techo, Phnôm Pênh |

| 13 tháng 5 2023 15:00 | iGames - Cambodia 2023 | Indonesia | 100–54 | Campuchia |  | Trung tâm thể thao trong nhà Morodok Techo, Phnôm Pênh |

| 14 tháng 5 2023 09:00 | iGames - Cambodia 2023 | Singapore | 39–86 | Indonesia |  | Trung tâm thể thao trong nhà Morodok Techo, Phnôm Pênh |

| 14 tháng 5 2023 11:00 | iGames - Cambodia 2023 | Philippines | 82–70 | Thái Lan |  | Trung tâm thể thao trong nhà Morodok Techo, Phnôm Pênh |

| 14 tháng 5 2023 15:00 | iGames - Cambodia 2023 | Campuchia | 77–86 | Việt Nam |  | Trung tâm thể thao trong nhà Morodok Techo, Phnôm Pênh |

| 15 tháng 5 2023 09:00 | iGames - Cambodia 2023 | Việt Nam | 77–55 | Singapore |  | Trung tâm thể thao trong nhà Morodok Techo, Phnôm Pênh |

| 15 tháng 5 2023 11:00 | iGames - Cambodia 2023 | Malaysia | 63–77 | Philippines |  | Trung tâm thể thao trong nhà Morodok Techo, Phnôm Pênh |

| 15 tháng 5 2023 13:00 | iGames - Cambodia 2023 | Thái Lan | 108–81 | Campuchia |  | Trung tâm thể thao trong nhà Morodok Techo, Phnôm Pênh |

## Danh sách huy chương
| Nội dung       | Vàng | Bạc | Đồng |
| -------------- | --- | --- | --- |
| Bóng rổ 5x5 nữ | Indonesia · Adelaide Callista Wongsohardjo · Agustin Elya Gradita Retong · Clarita Antonio · Dewa Ayu Made Sriartha Kusuma · Dyah Lestari · Henny Sutjiono · Kadek Pratita Citta Dewi · Kimberley Pierre-Louis · Nathania Claresta Orville · Peyton Whitted · Priscilla Annabel Karen · Yuni Anggraeni | Philippines · France Mae Cabinbin · Janine Pontejos · Jack Animam · Clare Saquing Castro · Camille Clarin · Ana Katrina Castillo · Afril Bernardino · Ella Fajardo · Angelica Marie Surada · Stefanie Ann Berberabe · Katrina Guytingco · Marizze Andrea Tongco | Malaysia · Wei Yin Saw · Kalaimathi Rajintiran · Hui Pin Pang · Yin Yin Chong · Fook Yee Yap · Sin Jie Tan · Mun Yi Chia · Phei Ling Lee · Poh Yee Ooi · Magdelene Low · Nur Izzati Yaakob · Suet Ying Foo |

## Thứ hạng chung cuộc
| Rank | Team        |
| ---- | ----------- |
| 1    | Indonesia   |
| 2    | Philippines |
| 3    | Malaysia    |
| 4    | Việt Nam    |
| 5    | Thái Lan    |
| 6    | Campuchia   |
| 7    | Singapore   |